# CS Fola Esch
CS Fola Esch je lucemburský fotbalový klub z města Esch-sur-Alzette.

## Historie
Klub byl založen v roce 1906 jako nejstarší lucemburský klub. Zpočátku své existence zažíval mnoho úspěchů, v prvních 20 letech získala Fola 4 ligové tituly, a 2 vítězství v lucemburském poháru. Poté získali titul v sezoně 1929/30, a poté přišlo období útlumu. V sezoně 2004/05 Fola dokonce sestoupila do třetí lucemburské ligy. Již v následující sezoně se vrátila do druhé ligy, odkud v roce 2008 postoupila zpět do nejvyšší soutěže. V květnu 2013 vyhrála Fola Esch po dlouhých 83 letech ligový titul.

## Úspěchy
- Nationaldivisioun
  - 8×  – 1917/18, 1919/20, 1921/22, 1923/24, 1929/30, 2012/13, 2014/15, 2020/21
  - 10×  – 1916/17, 1918/19, 1920/21, 1928/29, 1948/49, 1953/54, 1954/55, 2010/11, 2013/14, 2018/19
- Lucemburský fotbalový pohár
  - 3×  – 1922/23, 1923/24, 1954/55
  - 1×  – 1972/73

## Umístění klubu v jednotlivých sezonách
Legenda: Z – zápasy, V – výhry, R – remízy, P – porážky, VG – vstřelené góly, OG – obdržené góly, B – body, červené podbarvení – sestup, zelené podbarvení – postup, fialové podbarvení – reorganizace, změna skupiny či soutěže
| Lucembursko (1914 – ) |                   |        |    |    |   |   |    |    |    |        |
| Sezóny                | Liga              | Úroveň | Z  | V  | R | P | VG | OG | B  | Pozice |
| …                     |                   |        |    |    |   |   |    |    |    |        |
| 2011/12               | Nationaldivisioun | 1      | 26 | 10 | 8 | 8 | 41 | 30 | 38 | 6.     |
| 2012/13               | Nationaldivisioun | 1      | 26 | 18 | 5 | 3 | 66 | 23 | 59 | 1.     |
| 2013/14               | Nationaldivisioun | 1      | 26 | 18 | 5 | 3 | 53 | 19 | 59 | 2.     |
| 2014/15               | Nationaldivisioun | 1      | 26 | 19 | 4 | 3 | 63 | 21 | 61 | 1.     |
| 2015/16               | Nationaldivisioun | 1      | 26 | 19 | 5 | 2 | 61 | 23 | 62 | 2.     |
| 2016/17               | Nationaldivisioun | 1      | 26 | 16 | 8 | 2 | 69 | 34 | 56 | 3.     |
| 2017/18               | Nationaldivisioun | 1      | 26 | 14 | 5 | 7 | 72 | 41 | 47 | 3.     |
| 2018/19               | Nationaldivisioun | 1      | 26 | 15 | 5 | 6 | 65 | 28 | 50 | 2.     |
| 2019/20               | Nationaldivisioun | 1      | 17 | 12 | 3 | 2 | 41 | 17 | 39 | 1.     |
| 2020/21               | Nationaldivisioun | 1      | 30 | 21 | 5 | 4 | 89 | 35 | 68 | 1.     |

- V sezoně 2019/20 nebyla liga kvůli pandemii covidu-19 dohrána, nebyl vyhlášen vítěz.

## Evropské poháry
| Sezona  | Pohár                     | Kolo        | Soupeř               | D   | V   | Celkem |
| ------- | ------------------------- | ----------- | -------------------- | --- | --- | ------ |
| 2020/21 | Liga mistrů               | 1. předkolo | FC Sheriff Tiraspol  | —   | 0:2 | —      |
| 2020/21 | Evropská liga             | 2. předkolo | FC Ararat-Armenia    | —   | 3:4 | —      |
| 2021/22 | Liga mistrů               | 1. předkolo | Lincoln Red Imps FC  | 2:2 | 0:5 | 2:7    |
| 2021/22 | Evropská konferenční liga | 2. předkolo | FK Šachtěr Salihorsk | 1:0 | 2:1 | 3:1    |
| 2021/22 | Evropská konferenční liga | 3. předkolo | Linfield FC          | 2:1 | 2:1 | 4:2    |
| 2021/22 | Evropská konferenční liga | 4. předkolo | FK Kajrat Almaty     |     |     |        |